# Uuno Montonen
Ej att förväxla med Unto Mononen
Uuno Konstantin Montonen, född 21 maj 1891 i Viborg, död 9 maj 1973 i Helsingfors, var en finländsk skådespelare.
Montonen inledde sin teaterkarriär 1909 vid Viborgs stadsteater. 1927 anställdes han vid Finlands nationalteater, där han verkade fram till 1962. 1929 filmdebuterade han i Erkki Karus Meidän poikamme. Fram till år 1970 medverkade han i 101 filmer och TV-serier samt innehade nära 500 teaterroller. 1955 tilldelades Montonen Pro Finlandia-medaljen.